# Regentenstraße 59a (Mönchengladbach)

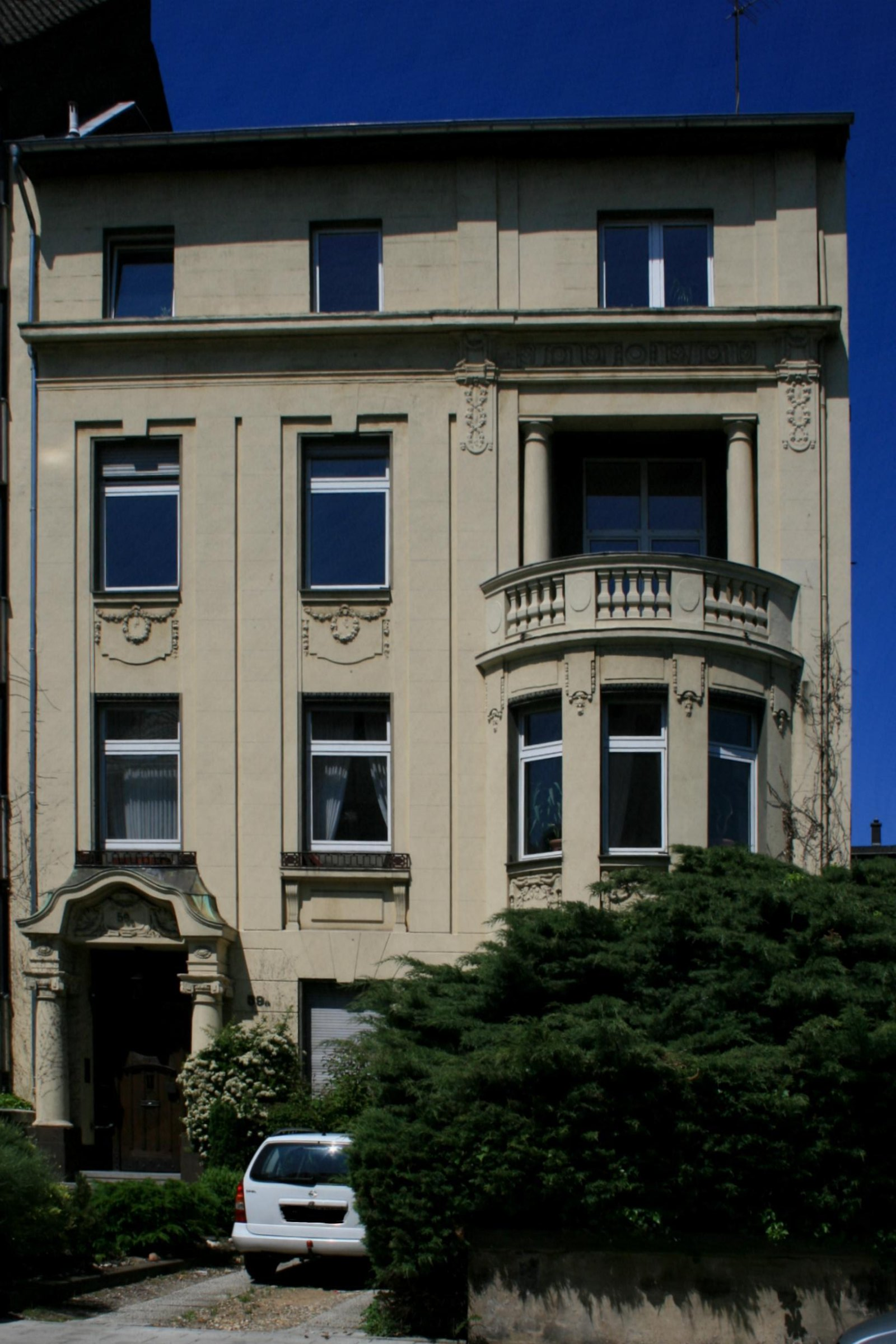
Wohnhaus (2010)

Das Wohnhaus Regentenstraße 59a steht im Stadtteil Eicken in Mönchengladbach (Nordrhein-Westfalen).
Das Gebäude wurde um 1900 erbaut. Es wurde unter Nr. R 048 am 17. Mai  1989 in die Denkmalliste der Stadt Mönchengladbach eingetragen.

## Architektur
Bei dem Objekt handelt es sich um ein dreigeschossiges und traufenständiges Wohnhaus mit drei Achsen, das 1910 erbaut wurde. Ein Satteldach bekrönt das Haus.